# Роберто Гільберт
Роберто Гільберт (нім. Roberto Hilbert, нар. 16 жовтня 1984, Форхгайм) — німецький футболіст, що грав на позиції захисника.
Виступав, зокрема, за клуби «Штутгарт», «Бешикташ» та «Баєр 04», а також національну збірну Німеччини.
Чемпіон Німеччини. Володар Кубка Туреччини.

## Клубна кар'єра
Народився 16 жовтня 1984 року в місті Форхгайм.
У дорослому футболі дебютував 2002 року виступами за команду «Фейхт», у якій провів два сезони, взявши участь у 48 матчах чемпіонату. 
Протягом 2004—2006 років захищав кольори клубу «Гройтер».
Своєю грою за останню команду привернув увагу представників тренерського штабу клубу «Штутгарт», до складу якого приєднався 2006 року. Відіграв за штутгартський клуб наступні чотири сезони своєї ігрової кар'єри. Більшість часу, проведеного у складі «Штутгарта», був основним гравцем захисту команди. За цей час виборов титул чемпіона Німеччини.
У 2010 році уклав контракт з клубом «Бешикташ», у складі якого провів наступні три роки своєї кар'єри гравця. Граючи у складі «Бешикташа» також здебільшого виходив на поле в основному складі команди.
З 2013 року чотири сезони захищав кольори клубу «Баєр 04». 
Завершив ігрову кар'єру у команді «Гройтер», у складі якої вже виступав раніше. Повернувся до неї 2017 року, захищав її кольори до припинення виступів на професійному рівні у 2018 році.

## Виступи за збірні
Протягом 2005–2006 років залучався до складу молодіжної збірної Німеччини. На молодіжному рівні зіграв у 12 офіційних матчах, забив 3 голи.
У 2007 році дебютував в офіційних матчах у складі національної збірної Німеччини.
Загалом протягом кар'єри в національній команді, яка тривала 2 роки, провів у її формі 8 матчів.

## Титули і досягнення
- Чемпіон Німеччини (1):

«Штутгарт»: 2006-2007
- Володар Кубка Туреччини (1):

«Бешикташ»: 2011